# Обанинский сельсовет
Оба́нинский сельсове́т — упразднённые административно-территориальная единица и муниципальное образование со статусом сельского поселения в составе Куртамышского района Курганской области России. 
Административный центр — село Обанино.
Законом Курганской области от 12 мая 2021 года № 48 к 24 мая 2021 года упразднён в связи с преобразованием муниципального района в муниципальный округ.

## История
В соответствии с Законом Курганской области от 6 июля 2004 года № 419 сельсовет наделён статусом сельского поселения.
Законом Курганской области от 30 мая 2018 года N 45, в состав Обанинского сельсовета были включены все населённые пункты упразднённых Закоуловского и Каминского сельсоветов.

## Население
| 1989 | 2002  | 2010 | 2012  | 2013  | 2014 | 2015 |
| ---- | ----- | ---- | ----- | ----- | ---- | ---- |
| 1213 | ↘1056 | ↘744 | ↘716  | ↘684  | ↘656 | ↘639 |
| 2016 | 2017  | 2018 | 2019  | 2020  |      |      |
| ↗645 | ↘631  | ↘608 | ↗1264 | ↘1225 |      |      |

## Состав сельского поселения
| №  | Населённый пункт | Тип населённого пункта       | Население |
| -- | ---------------- | ---------------------------- | --------- |
| 1  | Кислое           | деревня                      | ↘92       |
| 2  | Обанино          | село, административный центр | ↘490      |
| 3  | Приречная        | деревня                      | ↘39       |
| 4  | Ярки             | деревня                      | ↘123      |
| 5  | Грызаново        | деревня                      | ↘12       |
| 6  | Закоулово        | село                         | ↘305      |
| 7  | Курмыши          | деревня                      | ↘88       |
| 8  | Язево            | деревня                      | ↘102      |
| 9  | Белое            | деревня                      | ↘30       |
| 10 | Каминское        | село                         | ↘482      |